# 三条駅 (京都府)
三条駅（さんじょうえき）は、京都府京都市東山区三条大橋東詰にある、京阪電気鉄道の駅。駅番号はKH40。

## 概要
京阪本線の終点かつ鴨東線の起点駅である。一駅隣の祇園四条駅とともに京阪の京都側の主要駅であり、京都市の中心市街地である三条通に位置している。かつては、京阪電気鉄道の京都におけるターミナル駅であることを強調するため、「京都三条駅」「三条京都駅」と呼称していたこともあった。2017年頃から大阪府内の駅の発車標などにて「 京都 三条 」として表記を再開している。1951年の地図では、駅名が「けいはんさんじょう」と表記されるなどした例もみられる。
当駅は長年にわたって京阪本線系統の終点および大津方面へ連絡する京津線の起点であることから両線の乗り換え駅として、また隣接する三条京阪バスターミナルから洛北方面への乗り換え駅として、京都市内の交通網において重要な役割を果たしてきた。だが、乗降客数では京都随一の繁華街・歓楽街である四条河原町や祇園の間に位置する祇園四条駅が常に上回っている。さらに、1989年に京阪本線の延長路線である鴨東線開業以降は、全ての列車が鴨東線に直通することから実質的には途中駅扱いとなり、新たな終点となった出町柳駅よりもやや少ない乗降客数で推移している。
なお京津線の駅については1987年に「京津三条駅」として分離したのち、京都市営地下鉄東西線の開通により京津線の京津三条 - 御陵間が廃線となり、京津三条駅も廃止されている。
周辺地域（地下鉄駅や京阪バスのバスターミナル等）を含めて、三条京阪という通称で呼ばれている。これの由来は「三条通の京阪前」に由来するとのことで、京阪の三条駅から転じたものではない。「三条京阪」は周辺の地名ではなく、京阪の京都市内のターミナル駅でもある三条駅前のことを、三条通京阪前と呼んでいたことに由来する。(大阪の野田阪神も同じ由来)なお、京阪の駅名は三条駅となっており「京阪」を冠しないが、定期券や駅ビルの看板においては「京阪三条」となっている。

### 利用可能な鉄道路線

#### 京阪電気鉄道
- 京阪本線 - 枚方市・京橋・淀屋橋・中之島線方面
- 鴨東線 - 出町柳方面
  - 京阪本線の終点かつ鴨東線の起点となり、実際に当駅発着の列車が少数残っているものの、基本的に両線は当駅を介して一体的なダイヤが組まれているため、事実上折り返し可能な途中駅として取り扱われている。

なお、以下の路線の駅とは地下通路で連絡している。
京阪大津線の各駅から京阪本線系統の各駅へ切符で行く場合は、三条京阪駅まで購入し、乗り換え駅である当駅から再び切符を購入しなければならない。また、車内においての放送で三条駅からの乗り換え案内の際、「地下鉄東西線と京津線・琵琶湖方面はお乗り換えです」との案内も行っている。

#### 京都市営地下鉄
- 京都市営地下鉄東西線（三条京阪駅）
  - 東西線三条京阪駅 - 御陵駅間は廃止された京津線京津三条駅 - 御陵駅間の代替路線としての性格を備え、東西線には御陵駅から京津線びわ湖浜大津方面に乗り入れる直通列車が設定されている。
    - 長らく京津線とは改札内で直接乗り換えることが出来たが、1987年（昭和62年）に京阪本線が地下化し、改札外乗り換えで京津線のみしばらく地上に残っていた。1997年（平成9年）には地下鉄東西線に京津三条駅 - 御陵駅間の区間を譲り、京津線の京津三条駅 - 御陵駅間は地下鉄東西線として事実上地下化し、以降京津線は地下鉄東西線経由（三条京阪駅）で三条に乗り入れることとなった。

## 歴史
当初は京津電気軌道（後の京阪京津線）の三条大橋駅が開業し、そこに琵琶湖疏水（鴨川運河）と鴨川に挟まれた堤防上を北上してきた京阪本線の終点として三条駅が開業、その後の京阪による京津電軌の吸収合併で両者が統合されるという経緯を辿った。なお、京阪本線清水五条 - 三条間は元来京都市電気局の軌道法に基づく特許線であり、京阪本線はその特許を借用して路線を開業したことから、特許借用期限切れの前後には特許返還を求める市会の一部勢力への対抗措置として京津線との一体性を強調する運輸施策が行われるなど、京阪本線五条 - 三条間存続のために様々な方策が採られた（この経緯については京阪60型電車の項を参照のこと）。
地上時代には京阪本線が鴨川と琵琶湖疏水に挟まれた立地、しかも用地の所有権が軌道特許を保有する京都市側にあったがゆえに地形の自由な改変が出来なかったことなどから、特に京阪本線ホームの設置には様々な制約が存在した。そのため、疏水上に橋梁構造の基礎部を架設してその上に駅舎を設置し、さらに4番線ホームを鴨川に張り出して設置するなど、様々な制約の下で可能な限りの面積を確保した、特異な配置となっていた。
のちに1番線ホームが設置された琵琶湖疏水を渡る線路がもともとの本線で、2-4番線は側線であった。また、60型「びわこ」号が走行した京阪本線と京津線の連絡線は1923年にはすでに完成していた。連絡線は京阪本線の優等列車速度向上で直通列車が廃止された後も残されていたが、1969年に撤去された。しかし、その痕跡は京津三条廃止まで長く残された。

### 年表
- 1912年（大正元年）
  - 8月15日：京津電気軌道（現在の京津線）の三条大橋駅が開業。場所は三条通上にあった。
  - 12月13日：三条大橋 - 三条間に特許が下りる。
- 1915年（大正4年）10月27日：京阪電気鉄道の三条駅開業。
- 1917年（大正6年）5月29日：三条大橋 ‐ 三条間が単線開業[10]。西側から見た三条大橋。開業直後と思われる京阪三条駅の姿も遠望できる。

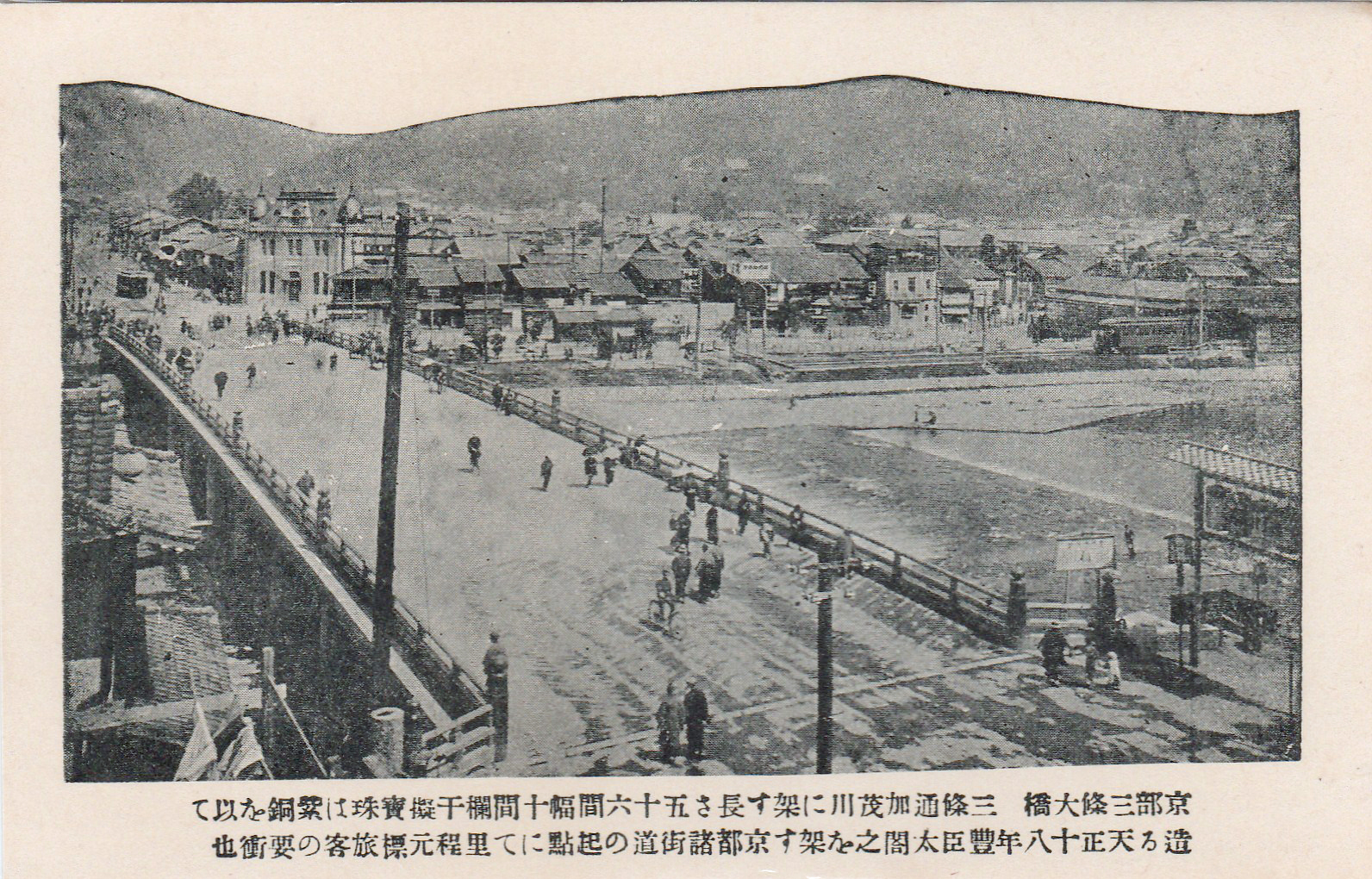
西側から見た三条大橋。開業直後と思われる京阪三条駅の姿も遠望できる。

- 1922年（大正11年）12月28日：京阪電気鉄道・三条駅の拡張工事完了[11]。
- 1923年（大正12年）2月20日：京津電気軌道の三条大橋 - 三条間が複線開業し、三条駅東側に移転[12]。
- 1925年（大正14年）2月1日：京津電気軌道が京阪電気鉄道に合併され、同社京津線となる。
- 1934年（昭和9年）9月21日：室戸台風で停電、運休。24日京阪線運行再開、27日京津線運行再開[13]。
- 1935年（昭和10年）
  - 6月29日：鴨川水害により京阪線ホームが破損、隣接する三条大橋も倒壊流失[14]。
  - 7月2日：京津線仮復旧、運行再開[15]。
  - 7月3日：京阪本線仮復旧、運行再開[15]。
- 1939年（昭和14年）：京阪線3連化に伴い、琵琶湖疏水を渡る本線を単線化し、1番線を設置[9]。
- 1943年（昭和18年）10月1日：会社合併により京阪神急行電鉄（阪急電鉄）の駅となる。
- 1949年（昭和24年）
  - 10月31日：午前9時15分停車中の車内でアセチレンガス発生器が爆発、土木課社員1名即死・乗客1名軽傷[16]。
  - 11月1日：京津線の三条大橋駅を京阪本線三条駅と統合[11]。
  - 11月30日：三条総合駅竣工[11]。
  - 12月1日：会社分離により再び京阪電気鉄道の駅となる。
- 1951年（昭和26年）：駅中店舗がオープン。
- 1955年（昭和30年）10月17日：バスセンター拡張工事竣工[11]。
- 1958年（昭和33年）7月15日：南口バスセンター改良工事竣工[11]。
- 1960年（昭和35年）8月30日：台風16号による鴨川の増水で川の上に張り出したホームの一部が落下[17]。
- 1961年（昭和36年）3月1日：駅改札内に「のれん街」開業[11]。
- 1963年（昭和38年）
  - 4月8日：駅構内に「味のれん」開業[11]。
  - 4月15日：旧字体の「三條」を新字体の「三条」に表記変更。
  - 8月20日：ホーム屋根、その他改造工事竣工[11]。
- 1966年（昭和41年）4月1日：三条変電所が竣工、使用開始。京阪初の無人変電所[18]。
- 1968年（昭和43年）7月7日：4番線竣工[11]。
- 1969年（昭和44年）11月6日：京阪本線と京津線をつなぐ連絡線を撤去[19]。
- 1981年（昭和56年）9月7日：1番線使用停止[11]。
- 1983年（昭和58年）1月29日：京阪本線地下化工事の進展に伴い高山彦九郎像を移設して、そこに鉄骨2階建ての仮駅舎を設置し、供用開始[20][21]。
- 1987年（昭和62年）
  - 4月1日：京津線の停留場を京津三条駅に改称。
  - 5月24日：京阪本線三条駅地下化。京津線と分断。
  - 7月15日：未明に発生した集中豪雨により浸水事故、終日運休。
- 1988年（昭和63年）9月1日：地下駅が終日全面禁煙化される[22]。
- 1989年（平成元年）
  - 3月29日：地下化工事で移設されていた高山彦九郎像が工事前の三条駅前に戻される[23]。
  - 10月5日：京阪鴨東線（当駅 - 出町柳駅間）開業。京阪本線と京阪鴨東線との相互直通運転開始。事実上途中駅となる。
- 1994年（平成6年）3月21日：京阪線の駅事務所にて、ファクシミリサービス開始[24]。
- 1997年（平成9年）
  - 10月12日：京津線京津三条 - 御陵間廃止により京津三条駅廃止。京都市営地下鉄東西線に三条京阪駅が開業し、連絡駅となる。
  - 12月19日：京阪駅に車イス用渡し板を配備[25]。
- 1998年（平成10年）8月9日：B1Fコンコースに京阪交通社の運営する「ぷらCafe」営業開始。
- 2003年（平成15年）
  - 7月14日：京津三条駅跡地に新たに建てられた複合商業施設「KYOUEN」がオープン。
  - 8月：B1Fコンコースにインフォーステーションを新設。
- 2004年（平成16年）
  - 1月24日：コンコースにATM設置使用開始。
  - 5月31日：京津線の京津三条駅跡地が整備され、駅前広場の使用が開始。
- 2007年（平成19年）
  - 6月22日：機械式駐輪場「エコステーション21 三条KYOUEN」運用開始[26]。
  - 7月9日：自動定期券発行機の導入により定期券うりばを廃止[27]。
  - 11月23日：B1Fコンコースにコンビニ「アンスリー」とベーカリーショップ「志津屋」がオープン。
- 2009年（平成21年）10月31日：「のれん街」リニューアルオープン[28]。
- 2010年（平成22年）
  - 4月14日：地下コンコースで『京阪電車開業100周年記念パネル展』を開催（※同年6月30日まで）。
  - 6月：無人レンタサイクルステーション「まちかどミナポート京阪三条ステーション」運用開始[29]。
  - 7月5日：機械式駐輪場「エコステーション21 京阪三条東」運用開始[29]。
  - 7月22日：バイク専用駐輪場「三条KYOUENバイク駐輪場」運用開始[29]。
- 2014年（平成26年）6月26日：京阪駅ホームに異常通報装置設置使用開始[30]。
- 2015年（平成27年）
  - 日時不明：駅ホーム・地下コンコースの照明がすべてLED照明に更新される[31]。
  - 7月1日：京都市が駅前を「放置自転車の撤去強化区域」に指定[32]。
  - 11月16日：インフォメーションセンターに定期券販売所を設置[33]。
- 2016年（平成28年）
  - 3月15日：事故情報などをリアルタイムに知らせる「旅客案内ディスプレー」を設置[34]。
  - 5月29日：「KYOUEN」が全店閉店[35]。
- 2017年（平成29年）
  - 6月30日：定期券売り場の営業を終了[36]。
  - 9月14日：コンコースに外貨自動両替機を設置、運用開始[37][38]。
- 2019年（令和元年）12月21日：1番線の西側壁面の改修工事竣工[39]。
- 2020年（令和2年）7月31日：4番線の東側壁面の改修工事竣工[40]。
- 2023年（令和5年）7月11日 - 9月3日：ひらかたパークで開催のイベント「THE仮面ライダー展」とのコラボ企画により、駅名看板が仮面ライダー電王の決め台詞にちなみ俺、参上駅に変更[41]。

### 地上時代
地上時代は三条通の南、三条大橋東詰南に駅施設があった。京阪線の地下化工事が始まる直前（1978年ごろ）の状況を記す。
| 1 | 中書島・宇治方面 宇治線直通      | 宇治行きのりば（「びわこ号」直通線路の片割れ） |
| 2 | 京橋・淀屋橋方面                 | 特急のりば                                     |
| 3 | 中書島・枚方市・京橋・淀屋橋方面 | 急行・準急のりば                               |
| 4 | 中書島・枚方市・京橋・淀屋橋方面 | 普通のりば                                     |

- 1番線はもともとの本線で琵琶湖疏水を斜めに渡る形で設けられており、1922年（大正11年）の駅完成時にはホームがなく複線であった。1939年（昭和14年）の京阪線3連化時に単線化の上ホームが設置された。東側に降車ホームがあり、0番線と称されていた。このホームは京津線に直通しており、延長上の三条通の南に7・8番線があった[9]。有効長が短く、4両編成までしか入線できなかった。
- 2 - 4番線は鴨川と琵琶湖疏水を隔てる堤防上に設けられ、4番ホームは鴨川の河川敷内に張り出す形だった。
- 2番線は、櫛形で反対側は3番線と一体のホームとなっていた。
- 2番線と3番線の間には、急行の乗客のために構内踏切が設けられていた。また、特急の停車中は左右両方の扉を開き、車内を通って3番線に行けるよう便宜が図られていた。
- 4番線は最も鴨川寄りにあり、3番線とは対向して設置されていた。ホーム構造の関係上、4番線発着列車と京津線との乗り換えには北端を迂回しなければならなかった。
- 1967年ごろに配線変更が行われたが、変更前の4番線ホームは有効長が短かった。降車用ホームとして使用されており、3番線との中央部に交差渡り線が設置され、入換えが行われていた。

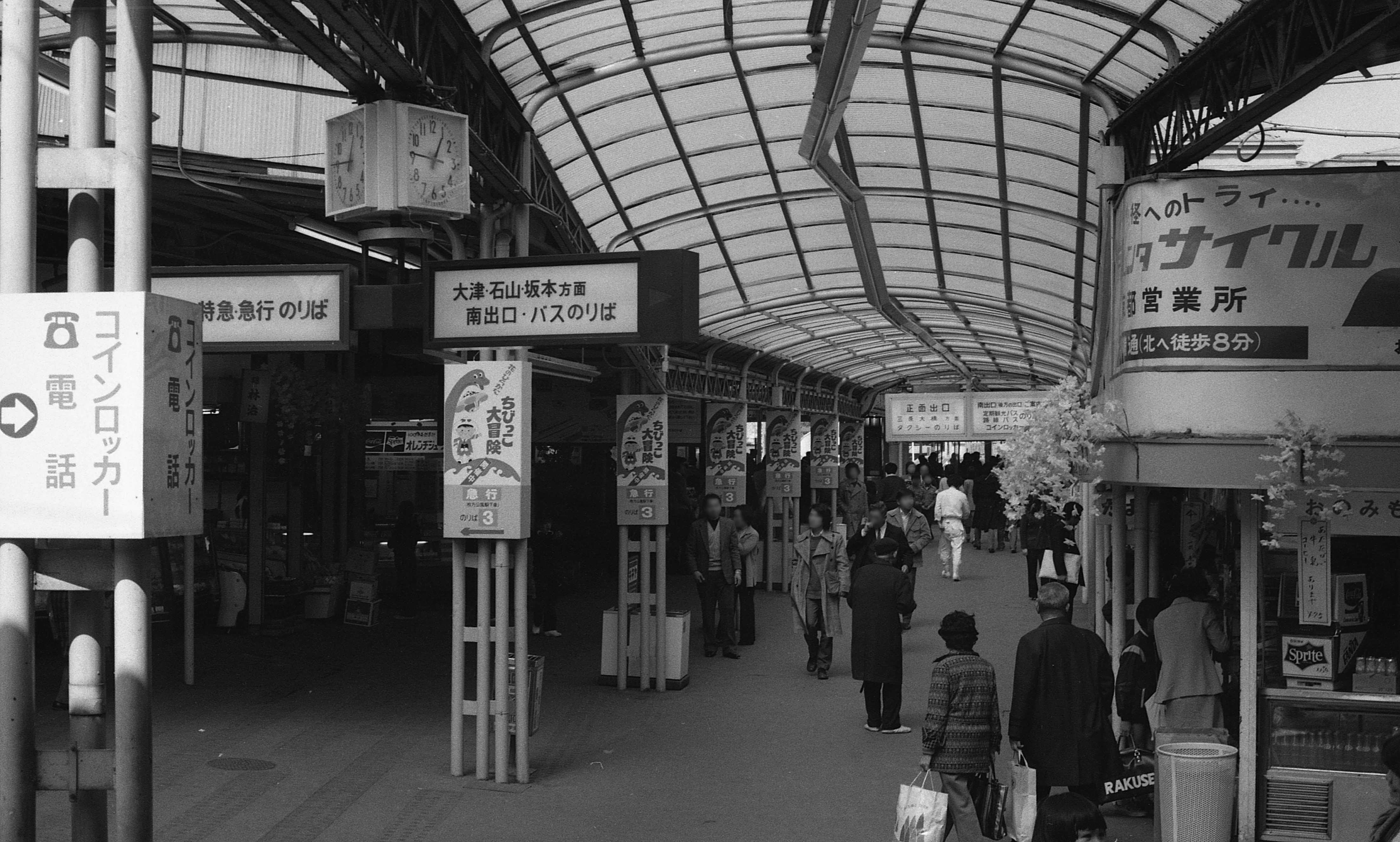
地上時代の駅構内、1番線ホームより北正面改札方向（1981年）
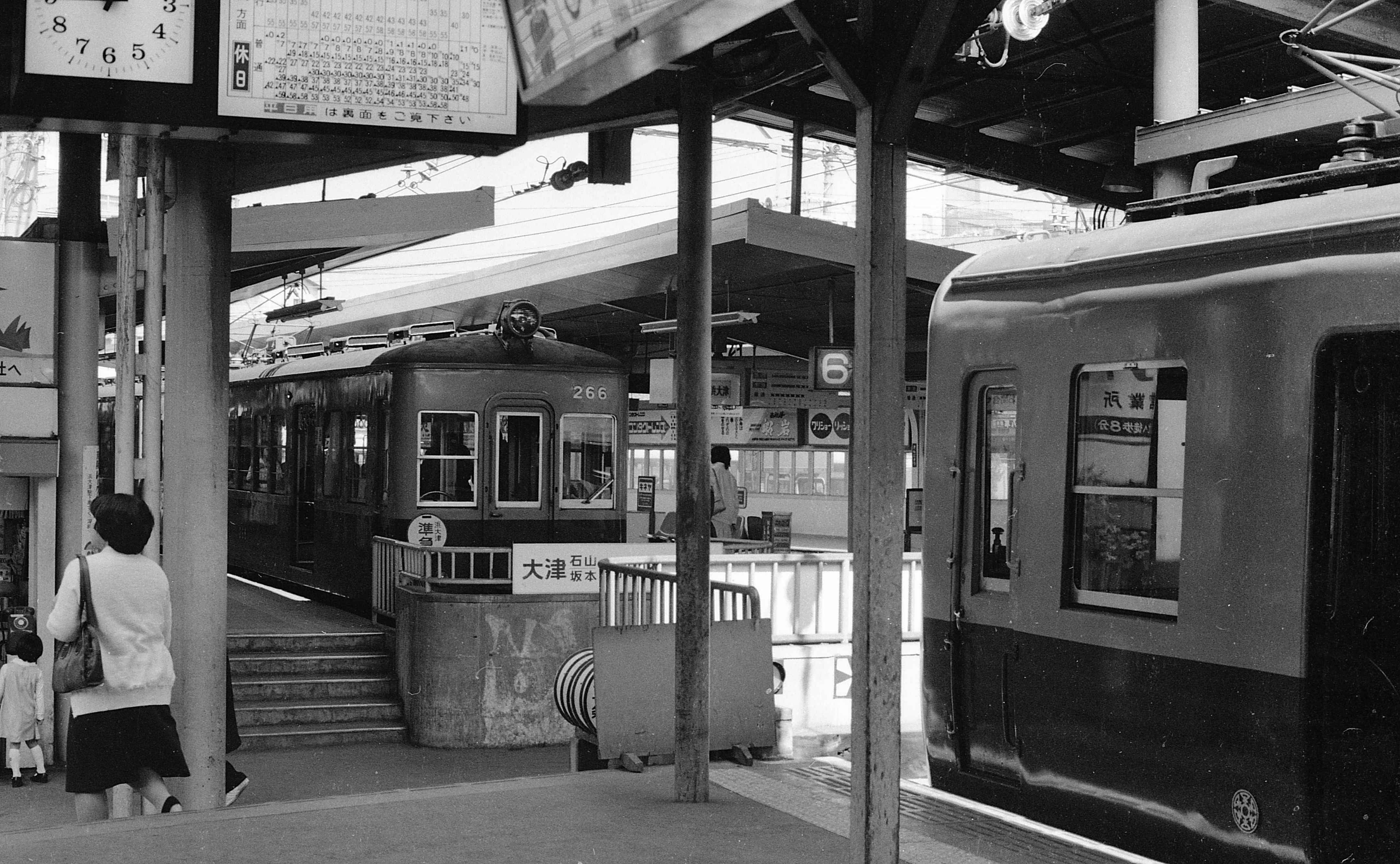
地上時代の駅構内、宇治行1番線と京津線ホーム、間を右に抜けると南改札（1981年）
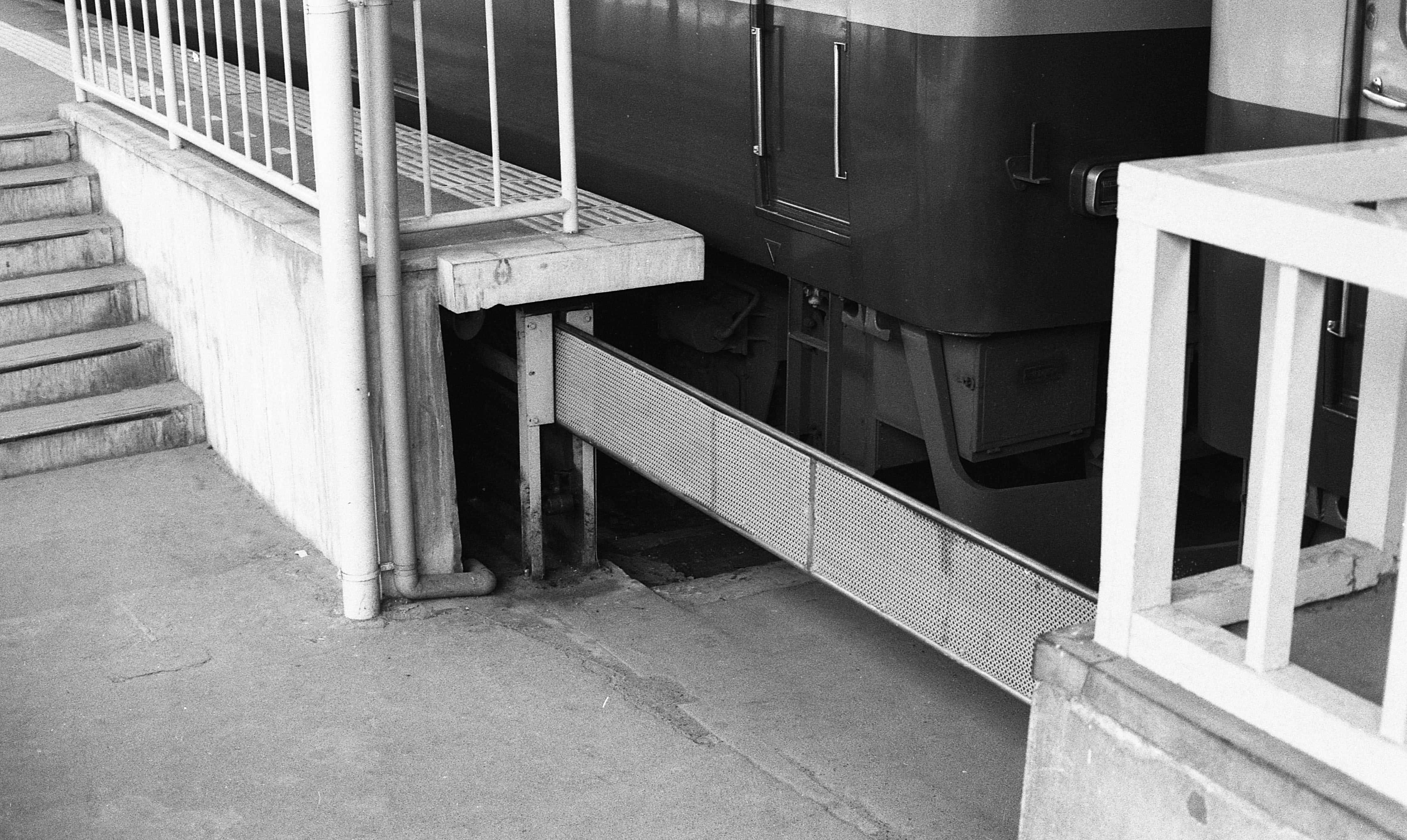
地上時代の構内踏切（1981年）

#### 京津三条駅
平面図が「E」の字の形をした櫛形ホームで、真ん中のホームがのりばだった。下記では6番乗り場を上にしているが、これは京阪線乗り場との位置関係が近い順での記載である。
| （番号なし） | 急行・準急の降車用ホーム                         |
| 6            | 急行・準急のりば（「びわこ号」直通線路の片割れ） |
| 5            | 普通のりば                                       |
| （番号なし） | 普通の降車用ホーム                               |

駅舎全体は琵琶湖疏水を跨いで建てられており、三条閘門からしぶきを上げて流れ出る疏水を見ることができた。また前述の通り、4番線のホームは鴨川の河原の上に張り出していた。構内には飲食店やみやげ物店が軒を連ねる一角「のれん街」があり、小規模ながらターミナルの様相を呈していた。なお、出入口は高山彦九郎像のある三条大橋側の北口と、京津線乗り場に近い若松通縄手角に開いた南口があった。タクシー乗り場は北口、バス乗り場は南口に面していた。
1番線と7番線の間の線路は戦後も長く残っていた（1961年に京阪線・京津線の直通営業運転終了、1965年過ぎまで京津線の新車の回送に使用）が、1969年11月に撤去され、それぞれの端にコンクリート製の車止めが設置された。1980年ごろには降車ホームの番線表示が廃止され、6番線が5番線、7番線が6番線に変更された。1987年、京阪本線の地下化に伴い京津線のホームが京津三条駅として分離されてからは、5番線が1番線、6番線が2番線に変更された。

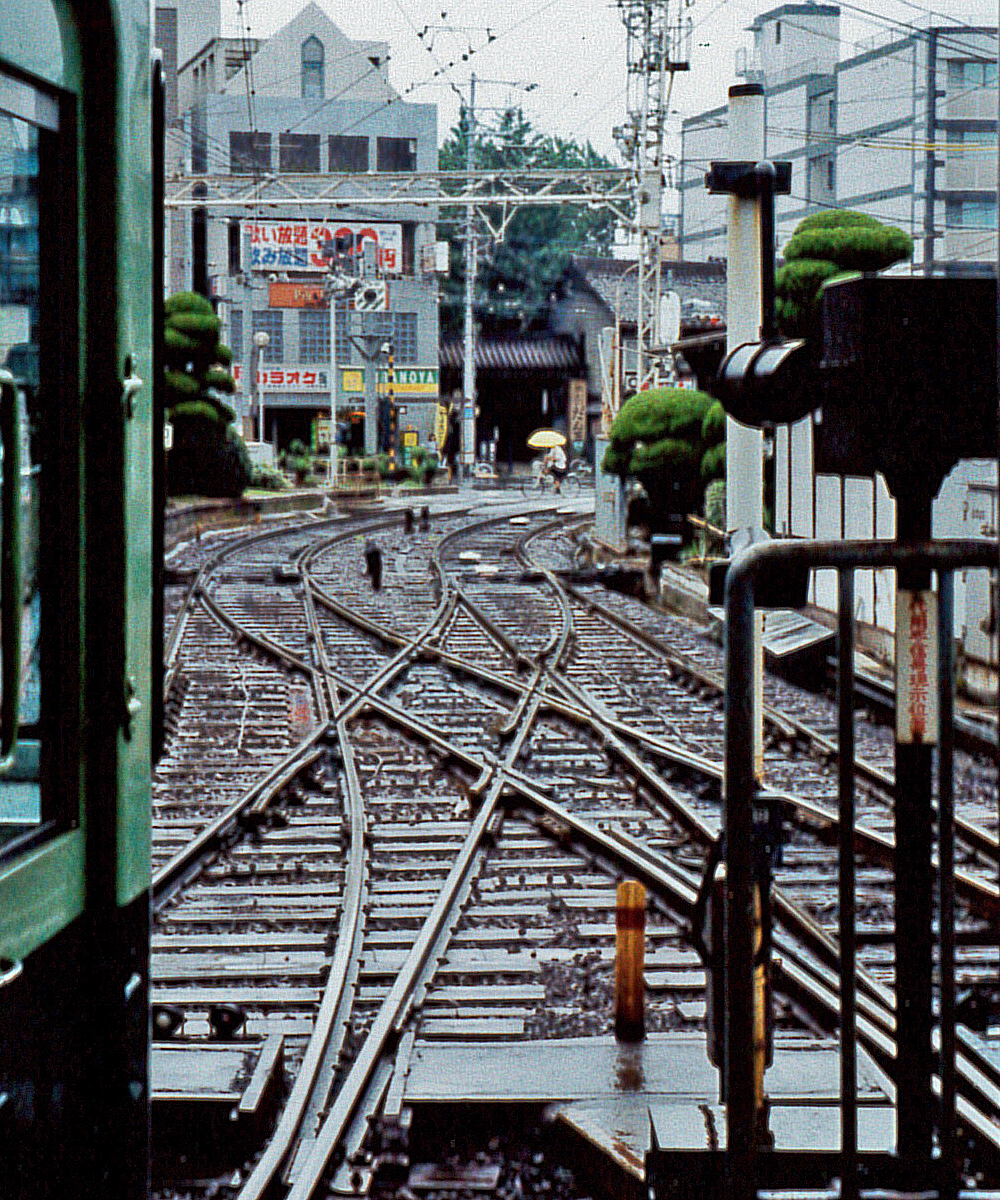
駅ホームから望む三条通（1997年7月）
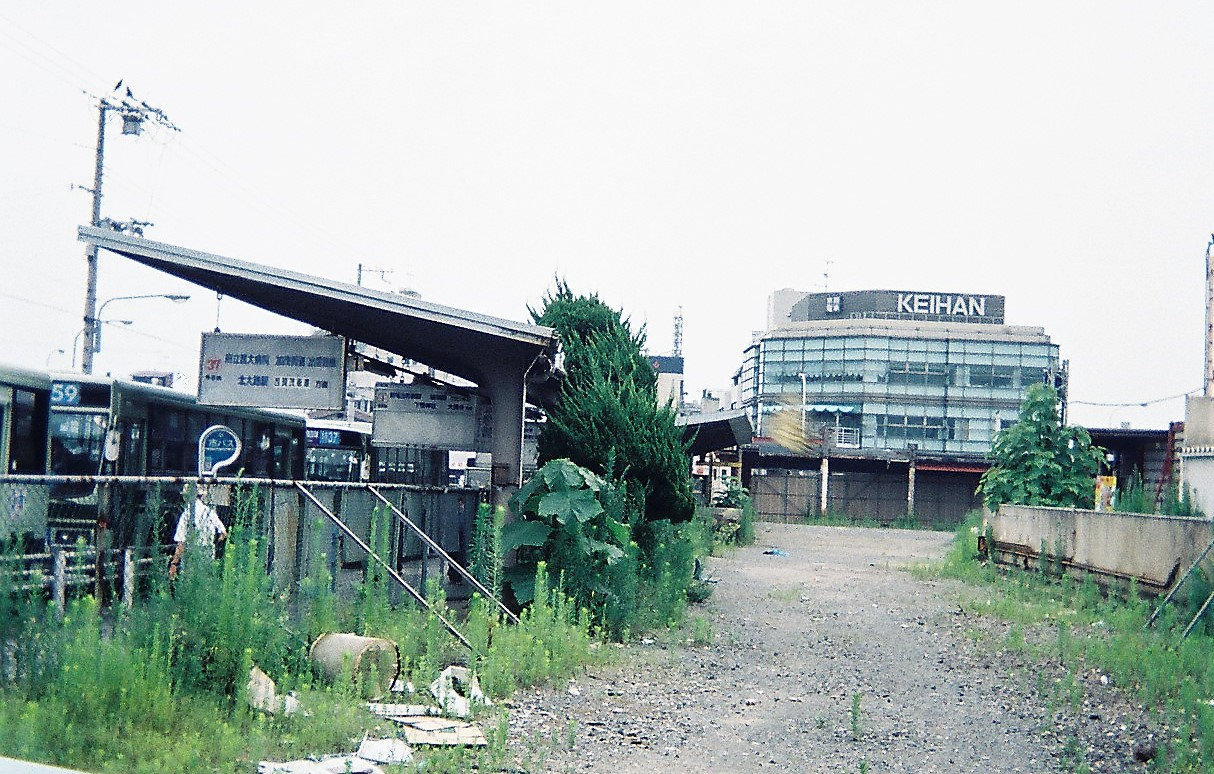
廃止後放置された駅跡（1999年7月）
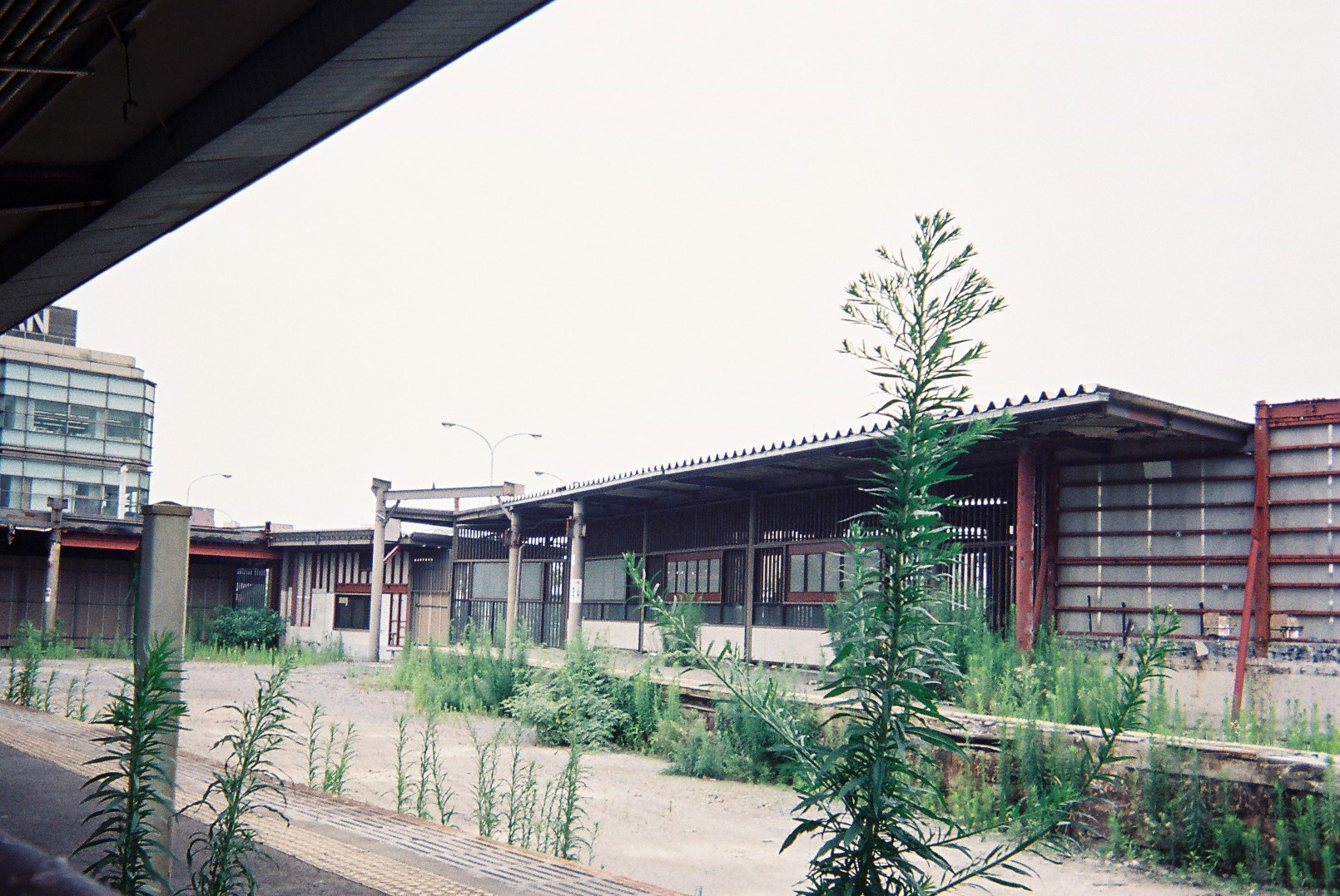
廃止後放置されたホーム（1999年7月）

### 京阪本線地下化・京津線地上駅時代
1987年の京阪線ホーム地下化に際し、地上駅のまま取り残された京津三条駅との旅客の接続にあたっては上下移動を伴っていたことから、接続時間にある程度の余裕を持たせるよう微調整が行われた。これは基本的に、日中を中心に大阪方面からやって来た京阪線特急が四宮駅折り返しの京津線普通と、京阪線急行が浜大津駅発着の京津線準急と接続するダイヤが組まれていたが、正確には「京阪線特急と京津線準急との連絡時分調整」を目的としたものであった。浜大津方面からの京津線電車は当駅到着前に、地下にある京阪線の駅へは改札外乗り換えとなる旨を案内していた。平日夕ラッシュ時に京津線も10分間隔になると、大阪方面から到着した京阪線特急から浜大津行き準急へ約5 - 6分の待ち時間で連絡できる時間帯もあり、淀屋橋駅から浜大津駅の間は1時間14分、さらに石山坂本線に乗り継いで坂本駅までは1時間32分、石山寺駅までは1時間35分でそれぞれ到達できた。なお京阪線の各駅、および鴨東線開業後は叡山電鉄各駅から大津線への（連絡）乗車券も発売していた。
地下化から鴨東線開業までは1番線が急行、2番線が普通（淀屋橋行き）、3番線が普通（宇治行き）、4番線が特急と平日夕ラッシュ時の普通（淀屋橋行き）が使用していた。京津三条駅には定期券の発売所がなく、購入は地下のコンコースにある売場まで行く必要があった。なお、この売場では現在も京津線や地下鉄東西線に乗車できる一部の企画乗車券（「湖都古都・おおつ1dayきっぷ」「京都地下鉄・京阪大津線1dayチケット」）を取り扱っている。ほかに嵐電にも乗車可能な、「京都嵐山・びわ湖大津1dayチケット」も発売されている。
1985年4月22日ダイヤ改正から平日朝夕に限り、淀屋橋駅 - 樟葉駅間の急行で8両運転が開始されたが、当駅を含む八幡市駅以東の急行停車駅は地下線開業までホームの8両対応改築が見送られていた。なお、地下線開業と同時に既設の駅もホームの改築が行われ、1987年6月1日より京阪線全線での急行8両運転が実現している。

### 京阪鴨東線・地下鉄東西線開通後

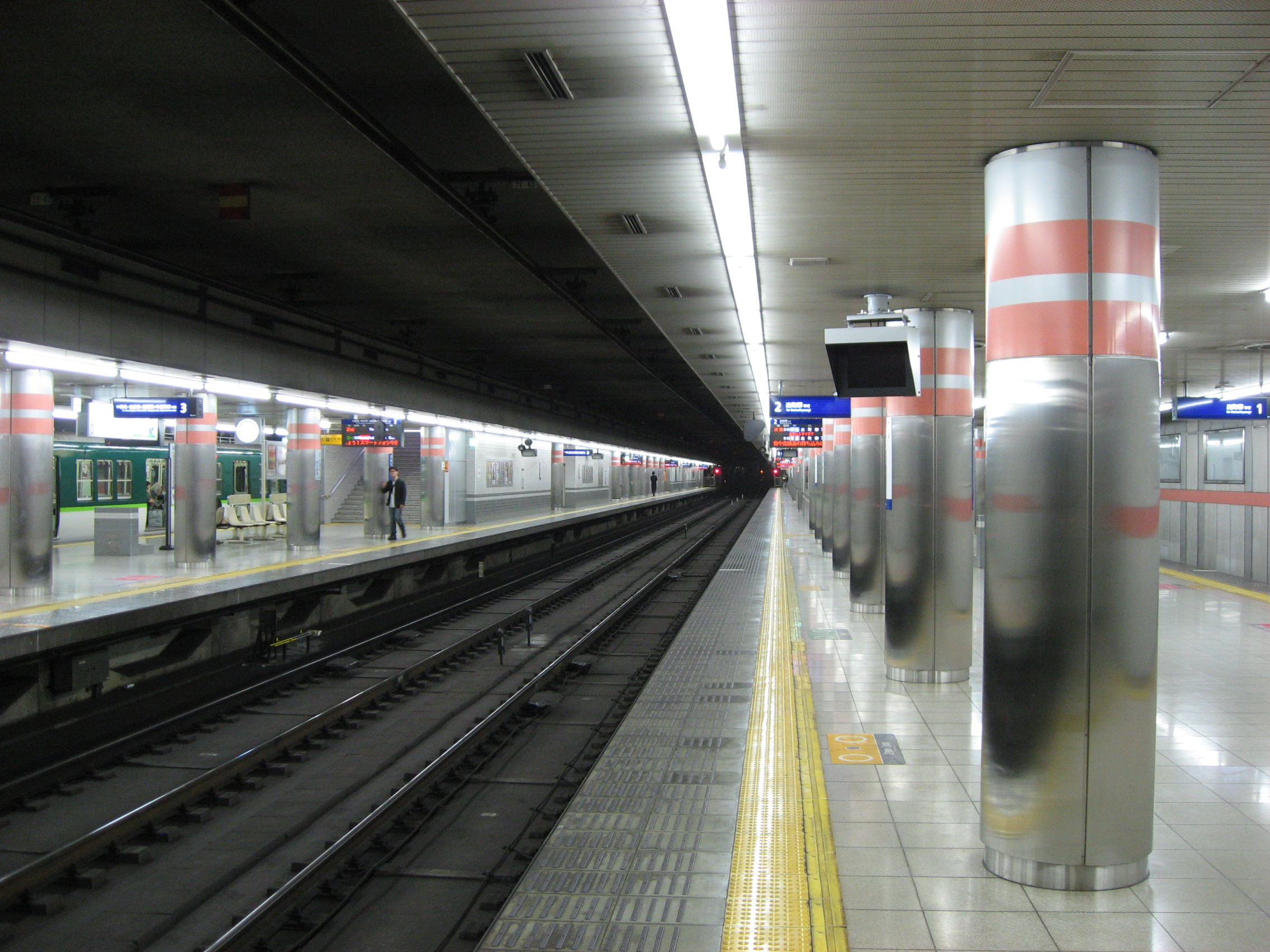
ホーム（2013年11月）

従来、京阪線と京津線は1枚の乗車券で利用できたが、東西線開業後は別々に購入することとなり、それぞれの駅の運賃表に、別々に購入する旨の記載がある。ただし、2002年3月1日から京津線にもスルッとKANSAIエリアが拡大され、この時点で共通カードの他、「スルッとKANSAI2Day・3Dayチケット」の利用も可能になった。さらに、2007年4月1日のPiTaPa導入により、乗車券を都度購入することなく利用することが可能となっている。
京阪線の大阪方面からの当駅始発・終点の列車が少ないながら設定されている。また、当駅始発の出町柳行き普通1本設定されている（出町柳発当駅止まりの列車は設定されていない）。ただし、鴨東線開業前の当駅が終点だった時代の名残で、祇園四条寄りにも両渡り線があり、回送列車は引上線を経由せずにこの渡り線を使って折り返すこともある。
2000年のダイヤ改正までは、大阪方面行きは原則として3番線が特急と京阪間通しの普通（淀屋橋行き）、4番線が急行と宇治線直通普通（宇治行き）と使い分けていたが、以後は3番線が本線、4番線が待避線として利用されている。
事故などでダイヤが乱れた場合は、一部列車の運転を当駅で打ち切り、そのまま当駅始発として折り返すことで後続列車との運用を入れ換え、ダイヤの回復を図っている。
京津三条駅の跡地は、路線廃止後しばらく駅舎が放置されていたが、2003年に複合商業施設「KYOUEN」が開業した。ただし「KYOUEN」は2016年をもって閉館し、現在はコインパーキングとなっている。
本線から京津線（のちに地下鉄東西線）への乗り換え案内は、1980年代頃までは「大津、石山、坂本方面」、1990年頃から京津三条駅廃止までは「山科、大津、びわ湖方面」としていたが、京津線の駅が廃止された1997年から2003年の間は「大津、びわ湖方面と、地下鉄東西線」としていた（山科は東西線の駅が設置された）。なお、その後は「地下鉄東西線と、京津線・びわ湖方面」としている。また一時期、京阪特急での自動放送ではこれに続いて、地下鉄東西線醍醐（現在は六地蔵）方面との誤乗を防ぐため、浜大津方面の列車に乗車するよう強調した案内がなされていた。

## 駅構造
待避設備を備えた島式2面4線のホームを持つ地下駅で、京都市内の地下区間の七条駅 - 出町柳駅間では最も規模が大きい。改札・コンコースは地下1階、ホームは地下2階にある。改札口は北改札と中央改札の2か所。地下1階の改札内には京菓子などの土産店、イスとテーブルが置かれた飲食物の自動販売機コーナーがある。
身障者対応エレベーターは中央口南側2基設置され、コンコース地上間は南北2つの駅ビルの中に設置されている。このほか、地下鉄東西線・三条京阪駅のエレベーターも使用可能である。北改札口内のトイレには階段があるが、車イス使用可能な多目的トイレは中央口改札内に設置されている。また、地下鉄東西線の三条京阪駅とは、地下1階（コンコース階）の改札外の連絡通路で結ばれている。
駅ホームのカラーリングは東海道五十三次の終点・大阪ビジネス街とを結ぶ古都の玄関口・そのにぎわい、華やかさにふさわしい染めの伝統色「うすあけ（ピンク）色」が採用された。七条駅 - 出町柳駅の「京都地下駅の色彩計画」が、平成4年2月15日 - 第7回『公共の色彩賞-環境色彩10選』（主催「公共の色彩を考える会」（財）日本色彩研究所）に選ばれ、表彰状のレプリカがコンコースに設置されている。

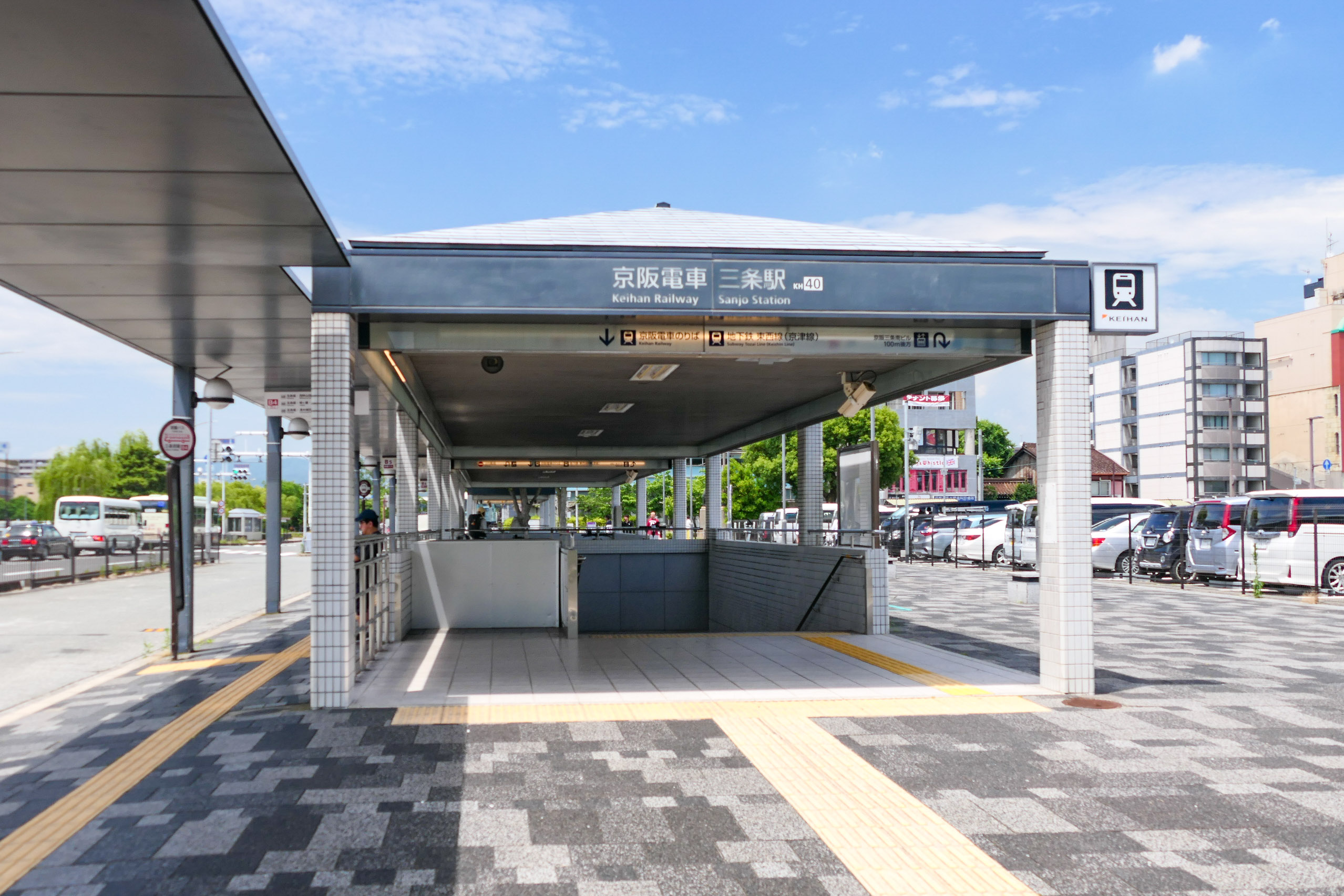
3番出入口
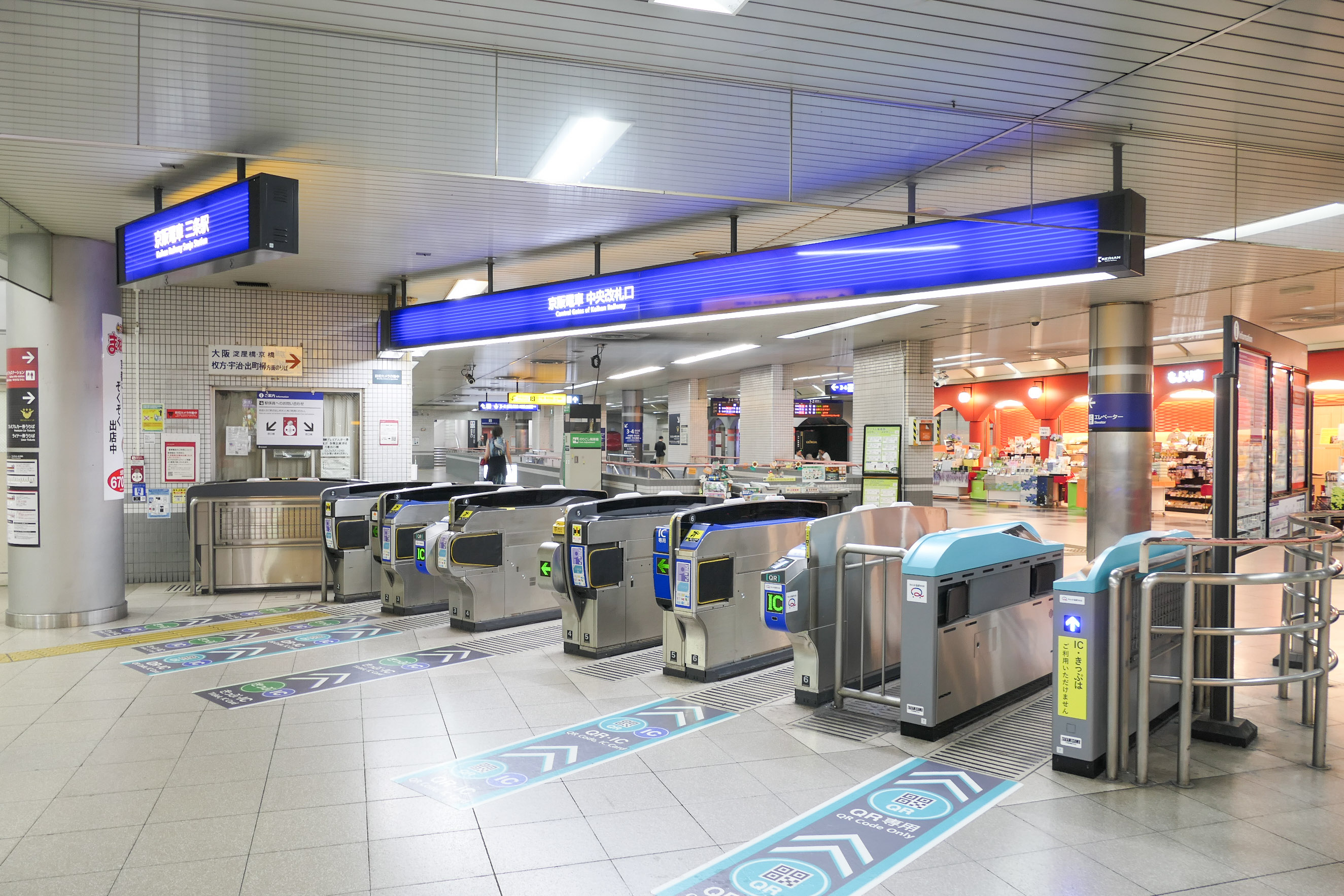
中央改札口
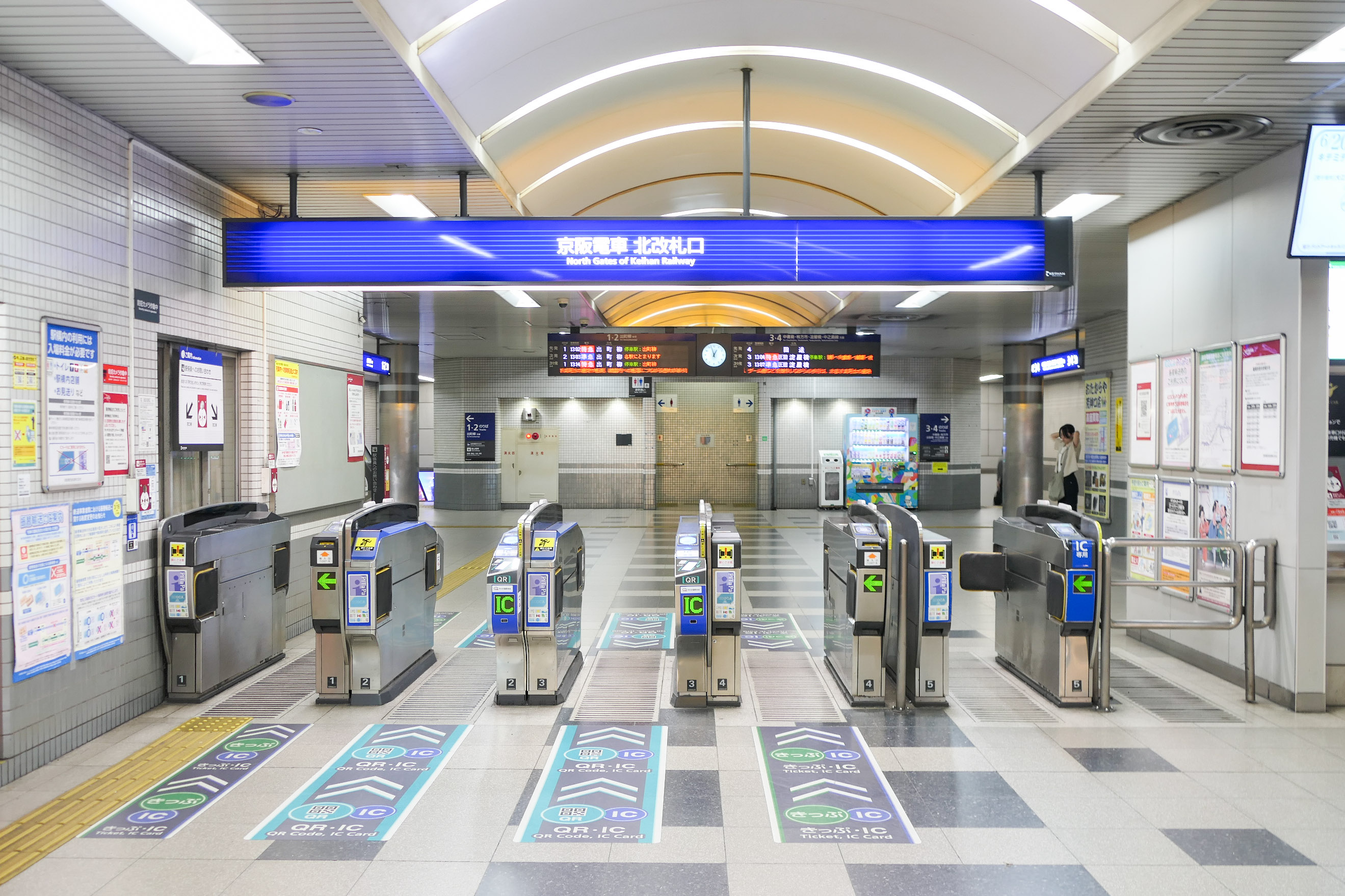
北改札口

### のりば
| 番線 | 路線      | 方向 | 行先                 |
| ---- | --------- | ---- | -------------------- |
| 1・2 | ■鴨東線   | 上り | 出町柳方面           |
| 3・4 | ■京阪本線 | 下り | 淀屋橋・中之島線方面 |

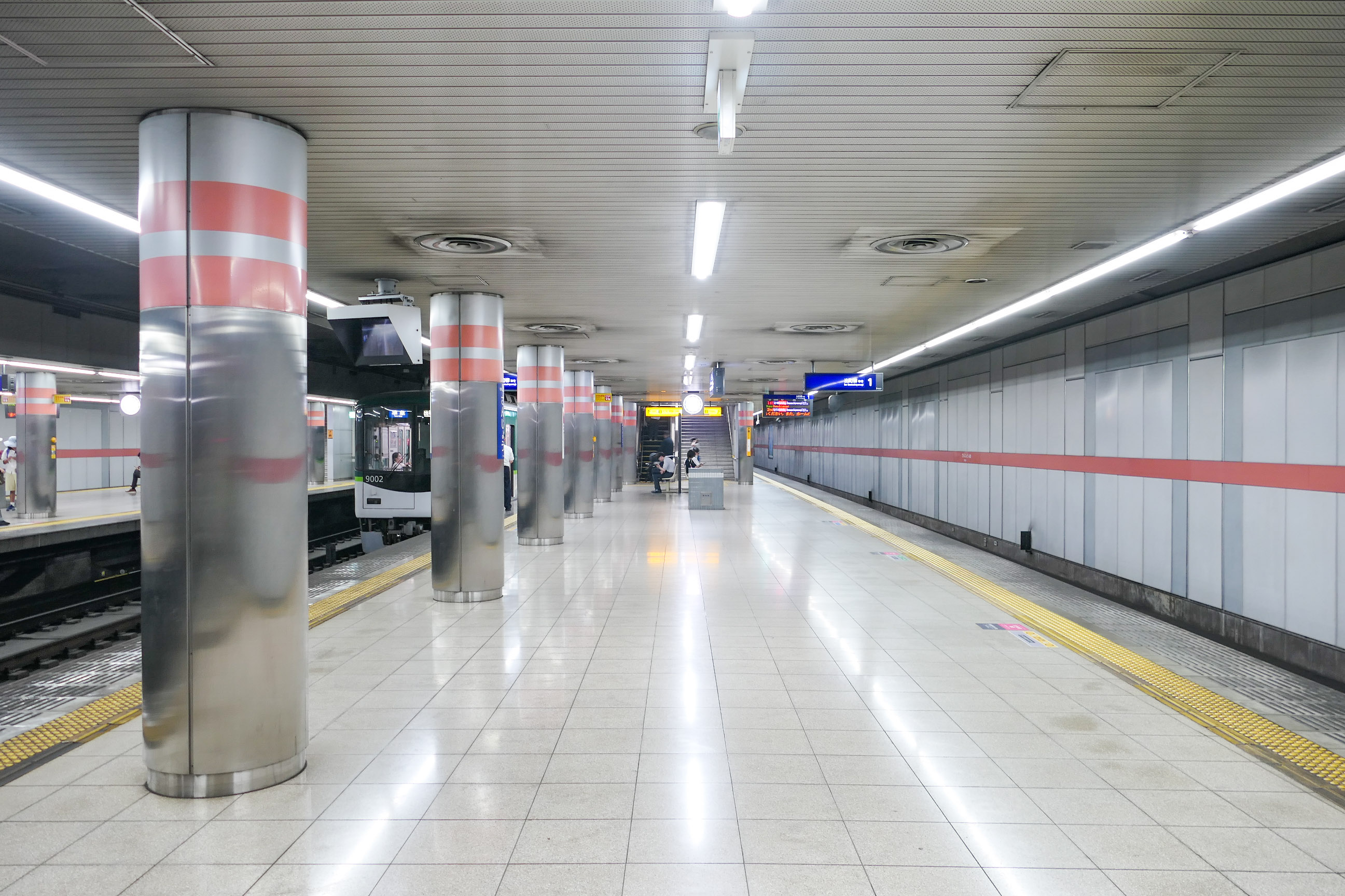
1・2番線ホーム
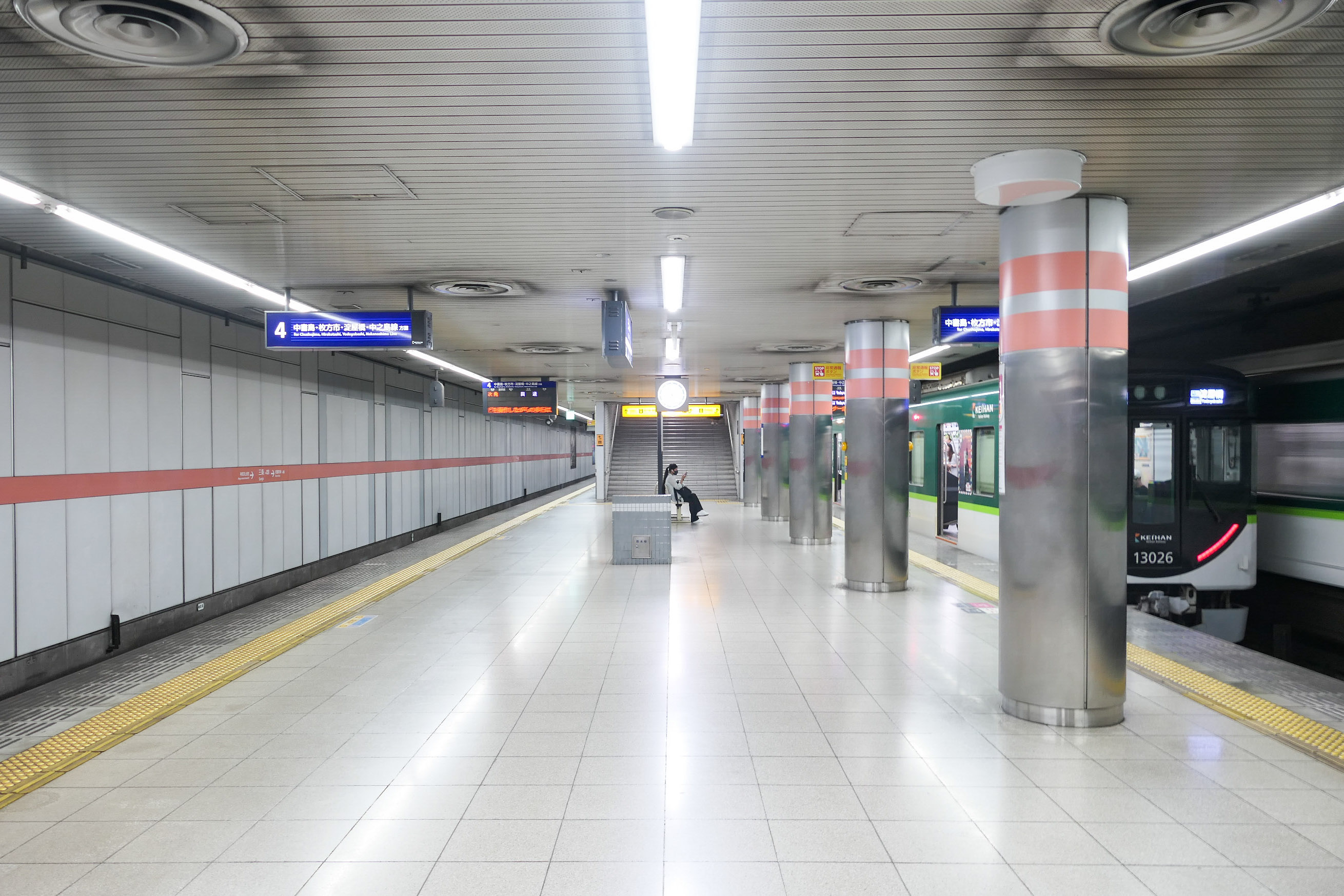
3・4番線ホーム

付記事項
- 鴨東線開業後は、奇数番線（1番線と3番線）を主本線、偶数番線（2番線と4番線）を待避線にする配線となった。なお、現在もすべてのホームが祇園四条方からの進入・出発に対応している。
- 出町柳方に引き上げ線が1本設置されている。当駅で折り返す列車が使用するほか、京都競馬場での競馬開催時に運行される当駅止まりの臨時列車でも使用される。
- 上り（出町柳行き）の一部列車で緩急接続の発着番線が逆（快速特急「洛楽」・特急が2番線、普通・準急が1番線）になることがある。
- 全ホーム8両編成の停車が可能。発車メロディが導入されている。

### モニュメント
駅のコンコース階には「鴨川ピラー」（富樫実作、三条北ビル前）」・「朱甲面」（清水九兵衛作）・「牡丹」（山口華揚作）などのモニュメントが設置されていた。このうち「時代祭行列絵図」（西協友一作、中央改札口付近）は、京阪特急（8000系電車）2階建車両の側面デザインにも採用されていた。なお、当駅は時代祭行列コースの最寄り駅の一つとなっている。

### けいはんインフォステーション
コンコースに設置された駅事務室を兼ねた総合案内所。地下1階の中央改札口近くに位置する。京阪電車と京阪バスの案内。京阪バスの場合は京阪バス三条案内所でも対応している。

### その他
列車運行管理システム、ADEC（自律分散式運行管理システム）の19駅ある各信号取り扱い駅の1つで駅制御装置が配置され信号機やポイントの制御から駅の案内放送や行き先表示まで自動化されている。
災害対策として防災管理盤により駅設備は常時監視されている。万が一の火災発生時には防火防煙シャッターの制御・排煙機の運転、避難路確保のための自動改札機の開放、火災発生表示機の点灯・運転指令所への通報が自動またはワンスイッチでおこなえる。地下駅の構内でも警察無線や消防無線が使えるように無線通信補助設備や防災電話などが完備されている。また水害対策として川端通西側の出入り口には床板が起き上がる止水板が設置されている。
このほか地下施設には三条受電変電所が設置されていて関西電力荒神口変電所より送電された交流60 Hz・77 kVの電気を直流1,500 Vに変換して電車線に送電するだけでなく10,000 kVAの変圧器2基で交流6,600 Vに変圧して当駅だけでなく周辺の地下駅施設・信号機などに送電している。また停電時に備え1000 kVAのガスタービン発電機が2基設置されている。
さらに2015年、駅構内の照明設備がLEDに更新された。これは一般社団法人「低炭素社会創出促進協会」からの補助金の交付を受けての事業で併せて出町柳－七条間の地下線の照明、清水五条駅・七条駅もLED照明化されたことにより年間100万kWhの電力量削減をみこんでいる。

## 利用状況
2023年（令和5年）度の1日当たりの利用者数は32,953人である。京都府内の京阪の駅では祇園四条駅、丹波橋駅に次いで3番目に多い。
京都市統計書と京都府統計書による近年の1日あたり利用客数の推移は下記の通り。
| 年度   | 乗降人員 | 乗車人員 |
| ------ | -------- | -------- |
| 2007年 | 36,992   | 17,587   |
| 2008年 | 36,803   | 18,375   |
| 2009年 | 35,964   | 18,132   |
| 2010年 | 35,732   | 18,011   |
| 2011年 | 36,595   | 18,227   |
| 2012年 | 37,252   | 18,742   |
| 2013年 | 36,293   | 18,896   |
| 2014年 | 37,860   | 19,611   |
| 2015年 | 40,454   | 20,522   |
| 2016年 | 34,036   | 17,052   |
| 2017年 | 35,225   | 17,781   |
| 2018年 | 35,096   | 17,764   |
| 2019年 | 35,617   | 17,921   |
| 2020年 | 21,968   | 10,995   |
| 2021年 | 22,054   | 11,274   |
| 2022年 | 27,756   | 13,975   |

## 駅周辺
三条大橋の西詰から河原町通および、その先の四条河原町や新京極にかけて繁華街が広がっているほか、歓楽街の先斗町や木屋町通の北端に位置している。また、三条大橋は東海道五拾三次の終点であり、当地は江戸時代から交通の要衝を担ってきた。

### 商業施設
京阪三条駅の商業施設。京阪グループの直営店とテナントがある。
京阪三条 rest complex KYOUEN
2003年に京津三条駅跡（6400m2）に2010年までの暫定で造られたレストランなど商業施設。2010年までに後継施設を決めるべく検討していたが、土地の高さ制限20mと容積率600%がネックになり先送りされ、後継施設が具体化するまで現状どおり営業を続けるとしていた。
KYOUENは中央に「ZEN庭園」と名付けられた枯山水の庭を囲むようにガラスを多用し景観を配慮した2階建てで、2003年の開業時・10店舗中「カノビアーノ京都店（京阪レストランの運営）」・「らーめん山頭火」など4店舗が京都初出店（うち2店舗は関西初出店）した。しかし、「らーめん山頭火」を除き、カノビアーノ・お粥家周荘・IDEEなど9店舗が撤退し、別の店舗が出店していた。
2016年5月29日、全店閉店した。
京阪三条のれん街
京阪ザストアが運営する改札内店舗（いわゆる駅ナカ店舗）。その起源は古く地上駅時代の1951年にオープン、1963年に専門店の形態（この時は3店舗）になり。その後、京阪本線地下化直前の1984年には各種京銘菓・千枚漬など漬物・さば寿司など24店舗を数える駅中商業施設に発展。京阪本線地下化後も改札内には八ツ橋・豆菓子・そばぼうろ・ういろうなどの和菓子や京佃煮・京漬物などを販売しており、2009年にリニューアルされ改札外からも買い物が出来るようになった。
ほかに改札内にはセカンドポシェ（売店）が大阪行きホームに設置されている。
地下コンコース
コンコースの中央は京都地下線開通時には券売機が並ぶ切符売り場だったが、券売機を中央改札口南側の案内所の跡に移設して、券売機の跡地にアンスリー（コンビニエンスストア）と志津屋（老舗のパン屋）の店舗になっている。地下鉄東西線との連絡通路の南側に京阪交通社の店舗があったがセルフ方式の喫茶「ぷらCafe」になり、現在はドトールコーヒーとなっている。中央改札口の券売機の前、地上への階段の裏側に宝くじ売り場とコンタクトレンズ販売店があるほか、外貨両替機も設置された。

### 京阪三条北ビル
1987年5月の京阪本線の地下化と同時にオープンした地上3階地下2階のビルで、三条大橋交差点北東に建てられている。エスカレーター8基・エレベーター2基が設置されている。三条駅地下コンコースから同ビルの地下2階に直結していて、富樫実作「鴨川ピラー」が目印、モニュメントの設置部分だけが吹き抜けで空を見ることができる。
開業時は1階に金融機関の支店、2階にはギャラリーやカルチャースクール、3階にレストランが設置された。現在は1FにATM、1-3Fは中古書店ブックオフが営業している。B1Fは京阪レストランの運営する「麺処あしかり」「喫茶ビエモンテ」、B2Fにはたこ焼き店の「風の家」、100円ショップのmeets.が営業している。

### 京阪三条南ビル

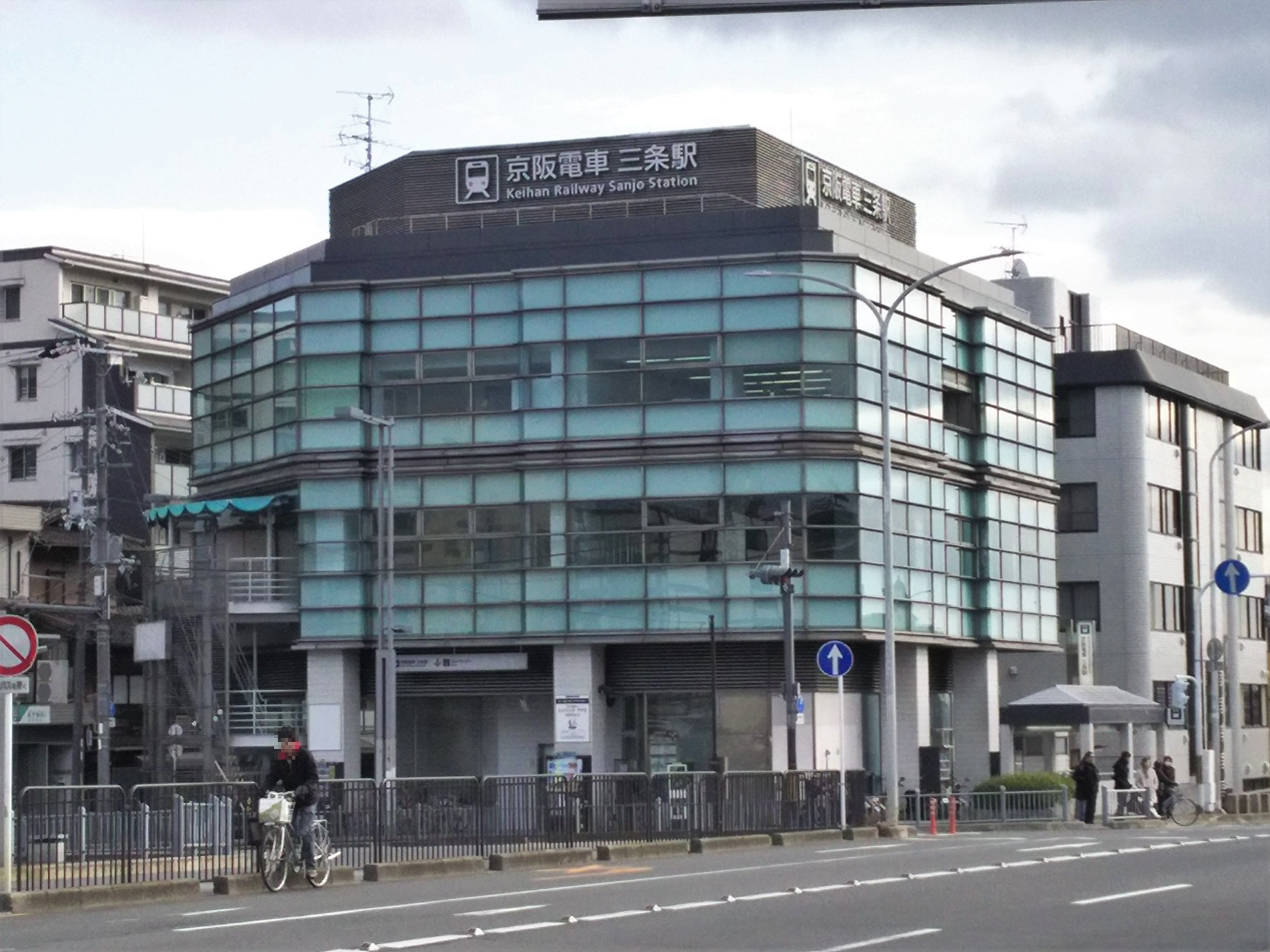
南ビル（2016年12月）

三条通の1本南側の若松通の南側、縄手通・川端通に挟まれた地上3階地下2階の京阪のビル。竣工は「三条北ビル」と同じ1987年5月でビル内の階段とエスカレーター・エレベーターで地下コンコースと繋がっている。
地下1.2階は鉄道施設が収容され、1Fの屋外には「エコステーション21京阪三条南ビル（駐輪場）」が設置されている。
以前は地上より上には京阪電鉄不動産京都営業所・JTB京阪京都営業所・京阪エージェンシー京都営業所などの京阪グループの会社の営業所が、2Fには白木屋・かくれ庵千年の宴、などの飲食店が入居していた。
2017年よりカフェとホテルを併せ持つ『カフェテル』への再開発がおこなわれ、2018年7月2日にオープンした。

### その他の施設
- 京都三条大橋郵便局
- 東山警察署三条大橋東交番
- 住友不動産販売京都東営業センター
- フレスコ 川端店

## バス路線
地下コンコースとエスカレーターと階段で結ばれている、商業施設「KYOUEN」を囲うようにバス乗り場が設置されている。京阪バス（三条京阪）および、京都市営バス・京都バス（三条京阪前）が乗り入れている。

## 隣の駅
京阪電気鉄道
京阪本線・鴨東線
■快速特急「洛楽」・□ライナー（平日のみ運転）・■特急・■通勤快急（平日下りのみ運転）・■快速急行
祇園四条駅（京阪本線）(KH39) - 三条駅 (KH40) - 出町柳駅（鴨東線）(KH42)
■急行・■通勤準急（平日下りのみ運転）・■準急・■普通
祇園四条駅（京阪本線）(KH39) - 三条駅 (KH40) - 神宮丸太町駅（鴨東線）(KH41)
- 深夜に1本、当駅止まりの上り特急で到着後、そのまま普通出町柳行きになる列車と、早朝に1本当駅止まりの下り普通で到着後、そのまま特急淀屋橋行きになる列車がある。

- 括弧内は所属路線名および駅番号を示す。

### かつて存在した路線
京阪電気鉄道
京津線（1997年廃止区間）
京津三条駅 - 東山三条駅